# Discours de Haïlé Sélassié Ier à la Société des Nations

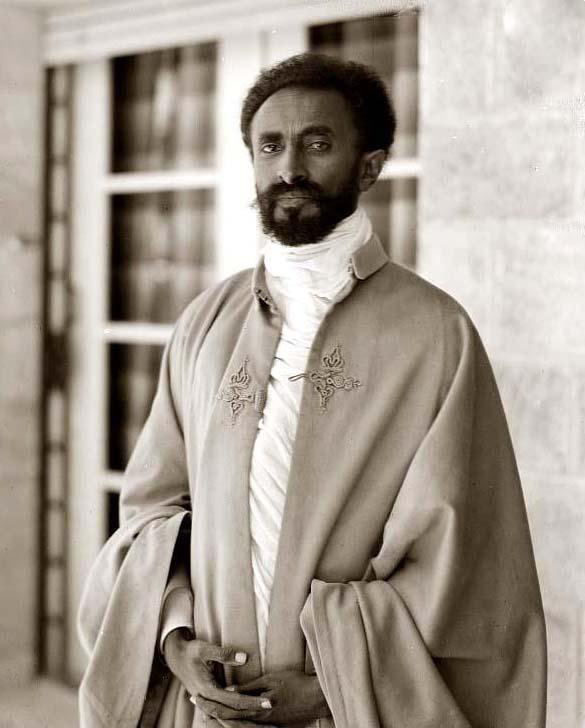
Haïlé Sélassié en 1930.

Le discours de Haïlé Sélassié Ier à la Société des Nations est prononcé par le négus d'Éthiopie, le 30 juin 1936 à la tribune de la Société des Nations (SdN), après l'invasion et l'occupation de son pays par l'Italie.
Dans cette allocution, Haïlé Sélassié appelle la communauté internationale à venir en aide à son pays face à l’agression italienne et dénonce l’emploi d’armes non conventionnelles par les troupes de Benito Mussolini.

## Le contexte
Ce discours fait suite à la seconde guerre italo-éthiopienne, qui se déroule du 2 octobre 1935 au 5 mai 1936, et qui se solde par la victoire des troupes italiennes. Cette guerre oppose deux pays membres de la SdN et liés par un traité de paix et d’amitié signé en 1928, qui garantissait entre autres la non-agression mutuelle. La guerre commence avec l’incident de Welwel du 5 décembre 1934, où s’affrontent des forces armées italiennes de Somalie aux soldats éthiopiens, dans un territoire contesté.
À la suite d’un premier appel du negus d’Ethiopie le 20 mai 1935 au Conseil de la Société des Nations,  la SdN avait tenté de prévenir le conflit par un arbitrage. Fin août, le Conseil ne décide pas l'application de sanctions face à la préparation militaire italienne.
L’invasion italienne débute finalement en octobre 1935 et Addis-Abeba est occupée le 5 mai 1936. C'est alors qu'est créée l'Afrique orientale italienne. Le negus part en exil au Royaume-Uni, dont il part le 30 juin 1936 pour Genève afin de s’exprimer devant la SdN.
Ce discours a été rédigé par l'ethnologue français Marcel Griaule, qui avait déjà préparé  quelques mois plus tôt une réponse à un mémoire de l'Italie mussolinienne qui affirmait sa mission civilisatrice face à l'Éthiopie «barbare» qu'elle souhaitait annexer,.

## Le discours
Lorsqu'il arrive dans le hall de la Société des Nations, Hailé Sélassié est introduit par le président de l'Assemblée comme « Sa Majesté impériale, l'empereur d'Ethiopie ». Cette présentation provoque de nombreux sifflets des journalistes italiens présents dans la galerie, qui en avaient été munis par Galeazzo Ciano, le gendre de Mussolini pour cette mise en scène.

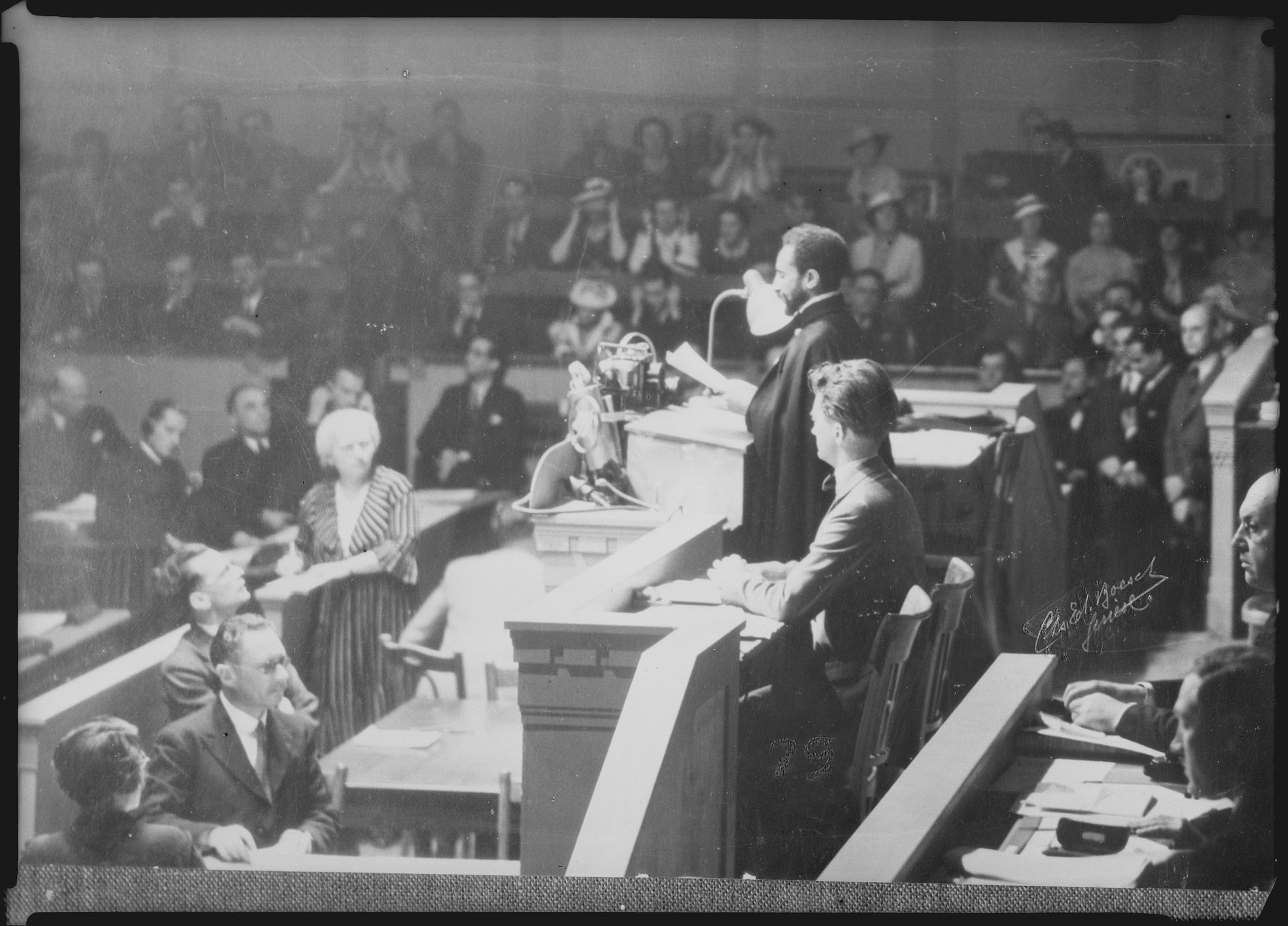
Haïlé Sélassié lors de son discours, Bibliothèque de Genève.

S'il avait initialement opté pour le français, alors lingua franca de la majorité des membres de la SdN, le souverain éthiopien choisit au dernier moment de prononcer son discours en amharique. La traduction n'arrive qu'une demi-heure après.
L'appel du 30 juin 1936 a pour but premier de demander l'aide de la SdN envers le peuple éthiopien. C'est d'ailleurs ainsi que Hailé Sélassié ouvre son discours.
Durant toute son allocution, le negus proclame la légitimité de sa demande en vertu de la violation par l'Italie de la Convention annexée au Traité de Versailles qui institue la Société des Nations : « Le Conseil et l'Assemblée ont unanimement adopté la conclusion selon laquelle le gouvernement italien a violé la Convention. »
Il dénonce l'illégalité de l'agression italienne au regard du droit international, mais aussi les méthodes. Il signale en particulier l'utilisation de gaz moutarde par l’armée italienne, non seulement à l’encontre des soldats, mais aussi des civils. Par exemple, lors de la bataille de Mai Ceu, on compte plus de 11 000 soldats éthiopiens qui meurent des suites de l’utilisation de gaz toxiques par les troupes italiennes et érythréennes. Le negus détaille l'horreur de ces pratiques.
Il rappelle aux cinquante-deux membres de la SdN les promesses de soutien qui  lui ont été faites et dénonce leur inaction. Il leur reproche la non-application de l'article 16, paragraphe 1, du Covenant selon lequel tout acte d’agression contre un État doit être considéré comme une agression envers tous, et le paragraphe 3 du même article, selon lequel il doit bénéficier d'une assistance financière, que l’Ethiopie n'a pas reçue. 
Il remet ensuite en cause, en cas d'absence de mesures mises en œuvre en faveur de l'Ethiopie, le principe de sécurité collective et l'existence même de la Société des Nations. Il met en doute la valeur réelle des traités dans la mesure où ils peuvent ainsi être violés sans que la communauté internationale ne réagisse. Il se place aussi comme le défenseur des « petits pays » menacés par des grandes puissances et évoque le danger que représente, pour l'ensemble d'entre elles, une absence de prise de décision en faveur de l'Ethiopie, étant donné qu'elle ne pourront plus avoir confiance en l’organisation pour assurer leur intégrité et leur indépendance. De plus, Hailé Sélassié accuse la SdN d’un traitement plus clément envers l’Italie mussolinienne. Il met ainsi en doute la neutralité de l’organisation, et prévient des risques d’une telle attitude, qui revient à accepter la primauté de la force sur le droit, et l’impossibilité de remettre en cause le fait accompli. L’absence de sanctions envers le pays qui entrave ouvertement les principes de la Société des Nations censés garantir la « sécurité collective » crée ainsi un précédent, qui pourra servir de justification aux futures violations des règles internationales. Cette déclaration résonne ainsi, à la lumière des évènements qui ont précédé la Seconde Guerre mondiale, comme une mise en garde lucide contre les failles de la SdN.

## La postérité du discours
Pour Paul Henze, l'impact de ce discours est dû à l'éloquence de Haile Selassie qui lui « valut les applaudissements de la salle et la sympathie du monde entier ». Pour Gontran de Juniac, « son discours fit sensation. ». Malgré le « retentissement » de cet appel, il semble n'avoir eu aucun effet direct. Mais c'est précisément parce qu'il constitue une défaite, un acte posé magnifiquement pour la beauté du geste, sans espoir d'être entendu ni suivi d'effet, que ce discours résonne encore au XXIe siècle, comme on le voit dans le roman de Laurent Gaudé, Écoutez nos défaites (Actes Sud, 2016), où la vie du Négus (entre autres épisodes historiques) joue un rôle important .
Ce discours a joué un grand rôle dans la construction de l’image d’Haïlé Selassie comme figure emblématique du mouvement rastafari. Pour les Rastafaris, il est considéré comme un dieu et un roi, en partie pour avoir tenu tête avec dignité à la presse du monde entier et aux représentants des plus puissants pays du monde,  alors qu’il était encore le seul chef d’État noir en Afrique.